# Świętokrzyska Nagroda Kultury
Świętokrzyska Nagroda Kultury – nagroda finansowana przez Samorząd Województwa Świętokrzyskiego, przyznawana corocznie osobom fizycznym, zespołom osób fizycznych lub osobom prawnym za wybitne osiągnięcia w dziedzinie twórczości artystycznej, literackiej, upowszechniania kultury oraz ochrony dziedzictwa narodowego w okresie roku kulturalnego i sezonu artystycznego poprzedzającego przyznanie nagrody lub za całokształt osiągnięć.
W 2018 roku wyróżnienia przyznano jubileuszowy 20 raz. Nagroda Kultury ma charakter dwustopniowy, może być przyznawana indywidualnie lub zespołowo. Uroczyste wręczenie dyplomów i statuetek tradycyjnie odbywa się w październiku, podczas Inauguracji Roku Kulturalnego i Sezonu Artystycznego w Województwie Świętokrzyskim.